# Kraljev Brig
Kraljev Brig (srp. Bački Vinogradi /ćir.: Бачки Виногради, mađ.:Királyhalom) je naselje u općini Subotica u Sjevernobačkom okrugu u Vojvodini. 

## Ime
Na sjednici Skupštine grada Subotice 26. veljače 2019. donesena odluka kojom je naselje Bački Vinogradi je dobilo i svoje službeno ime na hrvatskom jeziku - Kraljev Brig, pored srpskog Bački Vinogradi i mađarskog Királyhalom.

## Stanovništvo
U naselju Kraljevom Brigu živi 2.039 stanovnika, od toga 1.675 punoljetnih stanovnika, a prosječna starost stanovništva iznosi 41,7 godina (39,8 kod muškaraca i 43,5 kod žena). U naselju ima 774 domaćinstva, a prosječan broj članova po domaćinstvu je 2,63.
Prema popisu iz 1991. godine u naselju je živjelo 2.242 stanovnika.
| Etnički sastav 2002. |            |        |
| Narod                | Stanovnika | %      |
| Mađari               | 1.927      | 94,50% |
| Srbi                 | 48         | 2,35%  |
| Hrvati               | 14         | 0,68%  |
| Bunjevci             | 10         | 0,49%  |
| Jugoslaveni          | 8          | 0,39%  |
| Nijemci              | 3          | 0,14%  |
| Crnogorci            | 2          | 0,09%  |
| Rumunji              | 1          | 0,04%  |
| Slovenci             | 1          | 0,04%  |
| nepoznato            | 1          | 0,04%  |

| broj stanovnika | 3084  | 3206  | 3590  | 3744  | 2345  | 2242  | 2039  |
|                 | 1948. | 1953. | 1961. | 1971. | 1981. | 1991. | 2001. |

## Vanjske poveznice
- Karte, položaj vremenska prognoza  Arhivirana inačica izvorne stranice od 27. travnja 2009. (Wayback Machine)
- Satelitska snimka naselja  Arhivirana inačica izvorne stranice od 21. veljače 2021. (Wayback Machine)